# Luogosano
Luogosano ist eine italienische Gemeinde mit 1068 Einwohnern (Stand 31. Dezember 2023) in der Provinz Avellino in der Region Kampanien.

## Geografie
Die Nachbargemeinden sind Fontanarosa, Lapio, Paternopoli, San Mango sul Calore, Sant’Angelo all’Esca und Taurasi.

## Infrastruktur

### Straße
- Autobahnausfahrt Grottaminarda A16 Neapel-Canosa
- Via Appia
- Staatsstraße Venticano-Foggia
- Staatsstraße Mirabella Eclano-Rapolla

### Bahn
- Der etwas südlich des Ortes gelegene Haltepunkt Luogosano-San Mango sul Calore liegt an der im Personenverkehr nicht mehr betriebenen Bahnstrecke Avellino–Rocchetta Sant’Antonio.

### Flug
- Flughafen Neapel

## Söhne und Töchter des Ortes
- Goffredo Venuta (* 1925), Abt der Zisterzienserabtei Santa Croce in Gerusalemme (Rom), 1972–1984